# Aldeanueva de la Serrezuela
Aldeanueva de la Serrezuela es un municipio y localidad española del noreste de la provincia de Segovia, en la comunidad autónoma de Castilla y León.

## Geografía

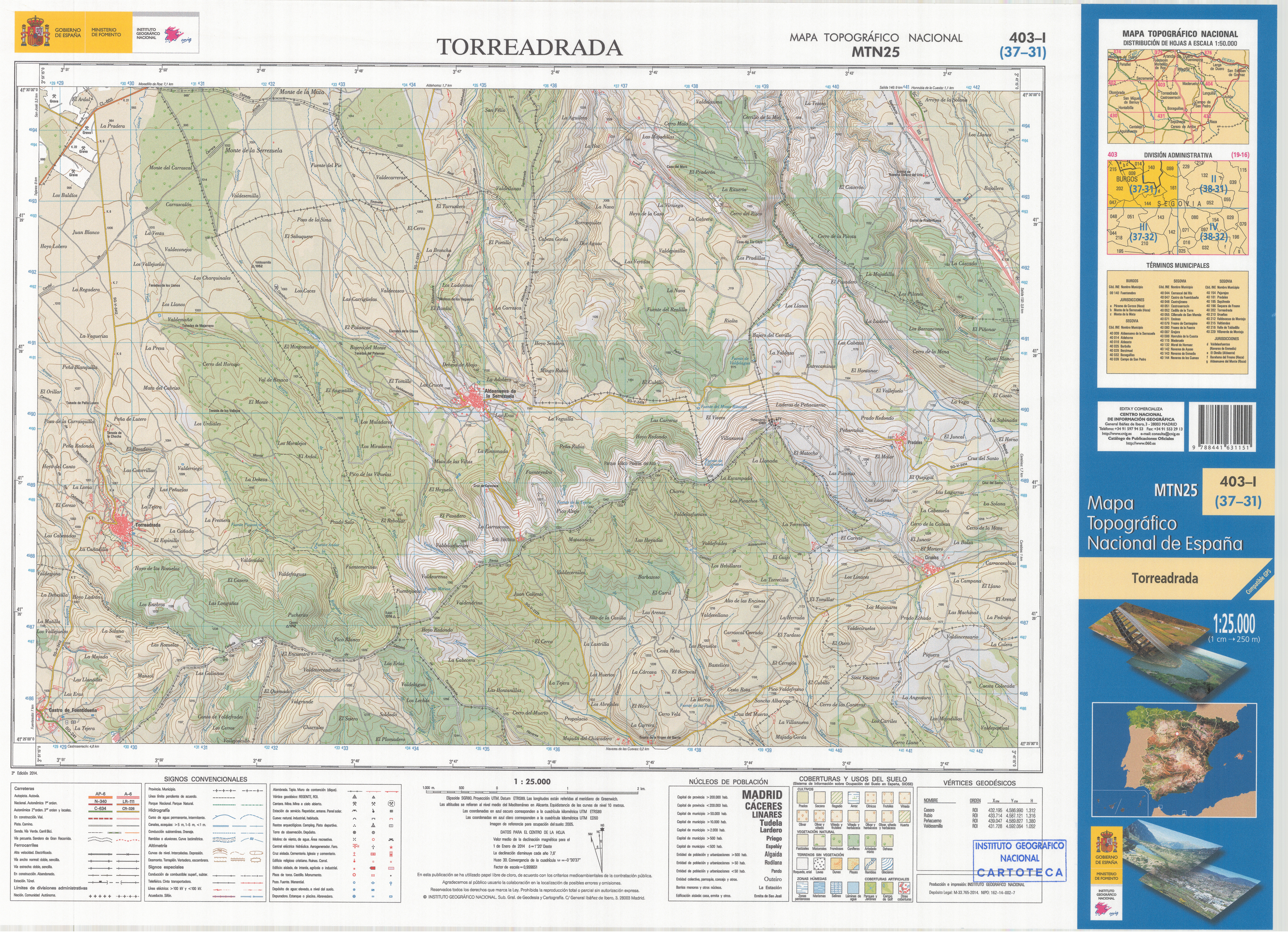
Fragmento de la hoja 403 del Mapa Topográfico Nacional de España de 2014 en el que se representa Aldeanueva de la Serrezuela

La localidad de Aldeanueva de la Serrezuela se encuentra situada en la zona central de la península ibérica, en el extremo norte de la provincia de Segovia. Tiene una superficie de 20,39 km².
| Noroeste: enclave de Monte de la Serrezuela (Haza) (Burgos) | Norte: Aldehorno           | Noreste: Fuentenebro (Burgos)                                      |
| Oeste: Torreadrada                                          |                            | Este: Fuentenebro, enclave de Valdelasfuentes (Navares de Enmedio) |
| Suroeste: Torreadrada                                       | Sur: Navares de las Cuevas | Sureste: enclave de Valdelasfuentes (Navares de Enmedio)           |

### Clima
El clima de Aldeanueva de la Serrezuela es mediterráneo continentalizado, como consecuencia de la elevada altitud y su alejamiento de la costa, sus principales características son:
- La temperatura media anual es de 11,50 °C con una importante oscilación térmica entre el día y la noche que puede superar los 20 °C. Los inviernos son largos y fríos, con frecuentes nieblas y heladas, mientras que los veranos son cortos y calurosos, con máximas en torno a los 30 °C, pero mínimas frescas, superando ligeramente los 13 °C.

- Las precipitaciones anuales son escasas (504,20mm) pero se distribuyen de manera relativamente equilibrada a lo largo del año excepto en el verano que es la estación más seca (76,00mm). Las montañas que delimitan la meseta retienen los vientos y las lluvias, excepto por el Oeste, donde la ausencia de grandes montañas abre un pasillo al Océano Atlántico por el que penetran la mayoría de las precipitaciones que llegan a Aldeanueva de la Serrezuela.

| Precipitaciones por estación (mm)[cita requerida] |        |        |          |        |
| Primavera                                         | Verano | Otoño  | Invierno | TOTAL  |
| 148,30                                            | 76,00  | 143,40 | 136,40   | 504,20 |

En la Clasificación climática de Köppen se corresponde con un clima Csb (oceánico mediterráneo), una transición entre el Csa (mediterráneo) y el Cfb (oceánico) producto de la altitud. A diferencia del mediterráneo presenta un verano más suave, pero al contrario que en el oceánico hay una estación seca en los meses más cálidos.
| Parámetros climáticos promedio de Aldeanueva de la Serrezuela en el periodo 1966-2003                                                             | Parámetros climáticos promedio de Aldeanueva de la Serrezuela en el periodo 1966-2003 | Parámetros climáticos promedio de Aldeanueva de la Serrezuela en el periodo 1966-2003 | Parámetros climáticos promedio de Aldeanueva de la Serrezuela en el periodo 1966-2003 | Parámetros climáticos promedio de Aldeanueva de la Serrezuela en el periodo 1966-2003 | Parámetros climáticos promedio de Aldeanueva de la Serrezuela en el periodo 1966-2003 | Parámetros climáticos promedio de Aldeanueva de la Serrezuela en el periodo 1966-2003 | Parámetros climáticos promedio de Aldeanueva de la Serrezuela en el periodo 1966-2003 | Parámetros climáticos promedio de Aldeanueva de la Serrezuela en el periodo 1966-2003 | Parámetros climáticos promedio de Aldeanueva de la Serrezuela en el periodo 1966-2003 | Parámetros climáticos promedio de Aldeanueva de la Serrezuela en el periodo 1966-2003 | Parámetros climáticos promedio de Aldeanueva de la Serrezuela en el periodo 1966-2003 | Parámetros climáticos promedio de Aldeanueva de la Serrezuela en el periodo 1966-2003 | Parámetros climáticos promedio de Aldeanueva de la Serrezuela en el periodo 1966-2003 |
| Mes | Ene.                                                                                  | Feb.                                                                                  | Mar.                                                                                  | Abr.                                                                                  | May.                                                                                  | Jun.                                                                                  | Jul.                                                                                  | Ago.                                                                                  | Sep.                                                                                  | Oct.                                                                                  | Nov.                                                                                  | Dic.                                                                                  | Anual                                                                                 |
| --- | ------------------------------------------------------------------------------------- | ------------------------------------------------------------------------------------- | ------------------------------------------------------------------------------------- | ------------------------------------------------------------------------------------- | ------------------------------------------------------------------------------------- | ------------------------------------------------------------------------------------- | ------------------------------------------------------------------------------------- | ------------------------------------------------------------------------------------- | ------------------------------------------------------------------------------------- | ------------------------------------------------------------------------------------- | ------------------------------------------------------------------------------------- | ------------------------------------------------------------------------------------- | ------------------------------------------------------------------------------------- |
| Precipitación total (mm) | 36.70                                                                                 | 34.00                                                                                 | 51.90                                                                                 | 62.40                                                                                 | 31.50                                                                                 | 22.60                                                                                 | 22.00                                                                                 | 20.80                                                                                 | 31.10                                                                                 | 57.20                                                                                 | 55.10                                                                                 | 49.80                                                                                 | 504.20                                                                                |
| Fuente: Ministerio de Agricultura, Alimentación y Medio Ambiente. Datos de precipitación para el periodo 1966-2003 en Aldeanueva de la Serrezuela |                                                                                       |                                                                                       |                                                                                       |                                                                                       |                                                                                       |                                                                                       |                                                                                       |                                                                                       |                                                                                       |                                                                                       |                                                                                       |                                                                                       |                                                                                       |

## Demografía
Cuenta con una población de 42 habitantes (INE 2024).

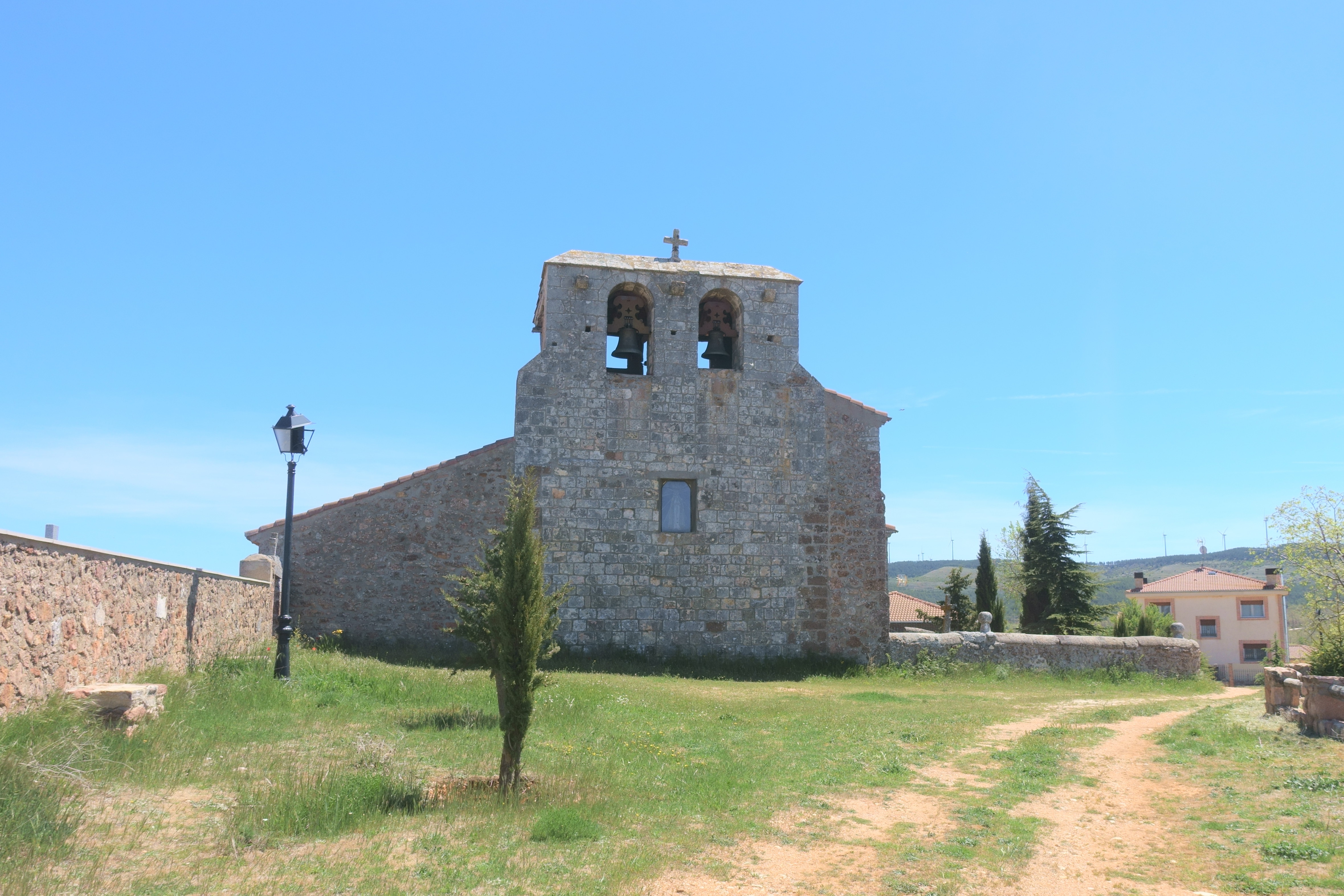
Iglesia de la Visitación

| Gráfica de evolución demográfica de Aldeanueva de la Serrezuela entre 1842 y 2021                                     |
| |
| Población de derecho según los censos de población del INE. Población de hecho según los censos de población del INE. |

## Símbolos
El escudo heráldico y la bandera que representan al municipio fueron aprobados oficialmente el 17 de abril de 2009. El escudo se blasona de la siguiente manera: 

«Escudo cortado. 1.º En campo de plata, monte de sinople, sumado de cruz de caravaca de sable. 2.º En campo de gules, a la diestra y en jefe, fuente manantial y a la siniestra una bodega, en punta un roble terrasado, todo al natural. Escusón ovalado de púrpura con castillo de oro, mazonado de sable y aclarado de azur. Al timbre Corona Real Cerrada.»
Boletín Oficial de Castilla y León nº 146/2009 de 03 de agosto de 2009

La descripción textual de la bandera es la siguiente:

«Bandera rectangular de proporciones 2:3, formada por tres franjas verticales iguales, morada la del asta, blanca la central con el Escudo Municipal y roja la del batiente.»
Boletín Oficial de Castilla y León nº 146/2009 de 03 de agosto de 2009

## Administración y política
| Periodo   | Nombre                                                               | Partido | Partido       |
| --------- | -------------------------------------------------------------------- | ------- | ------------- |
| 1979-1983 | Pedro Llorente Melero                                                |         | UCD           |
| 1983-1987 | Pedro Llorente Melero                                                |         | AP-PDP-UL     |
| 1987-1991 | Pedro Llorente Melero                                                |         | PDP           |

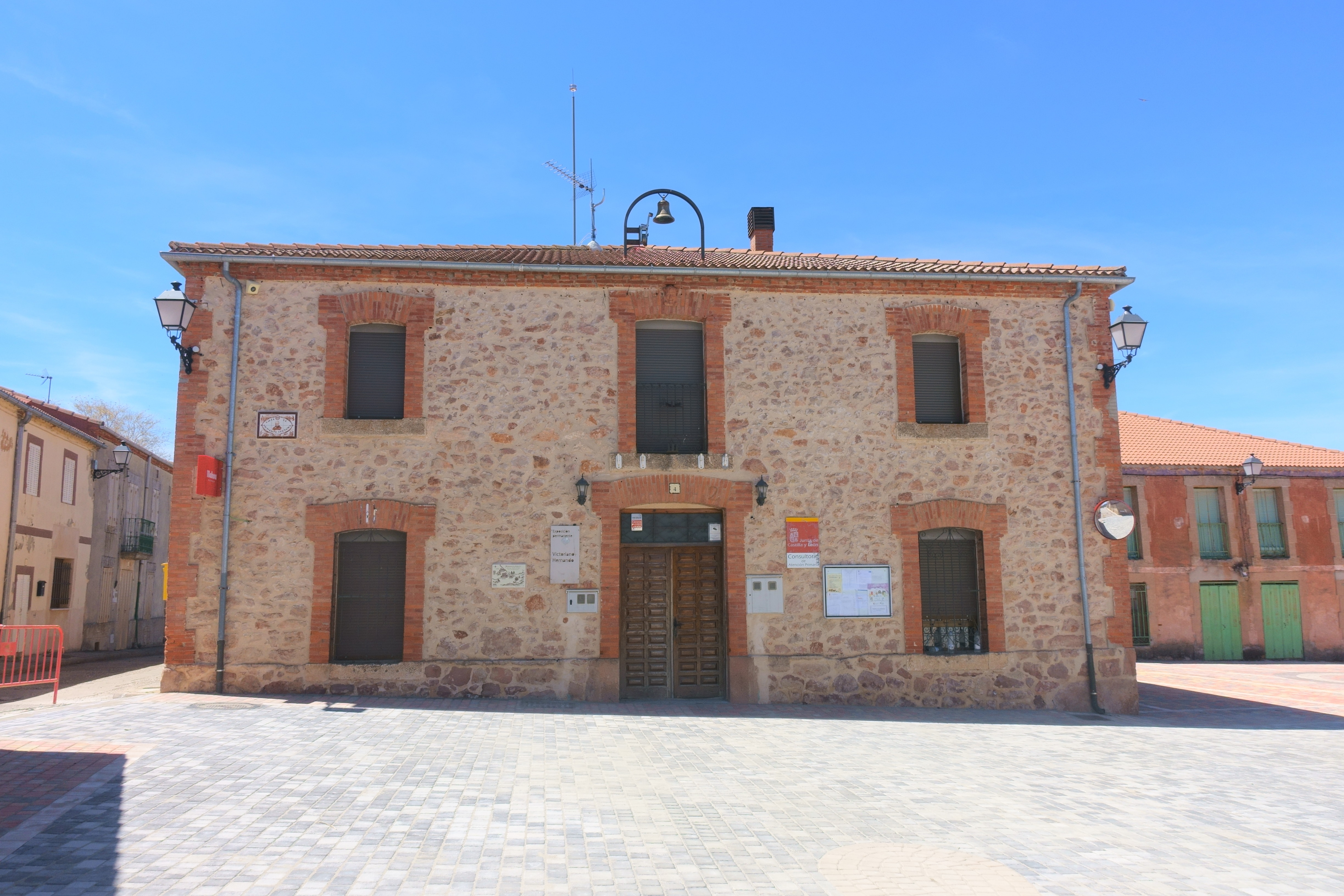
Casa consistorial

| 1991-1995 | Pedro Llorente Melero (1991-1993)Moisés Melero Bartolomé (1993-1995) |         | CDS PP        |
| 1995-1999 | César Posadas Velázquez (1995-1997)Felipe Martín Puebla (1997-1999)  |         | PP C.Gestora  |
| 1999-2003 | Juan Ramón Francisco Serrano                                         |         | Independiente |
| 2003-2007 | Juan Ramón Francisco Serrano                                         |         | PP            |
| 2007-2011 | José Luis Andrades Velázquez                                         |         | PP            |
| 2011-2015 | José Luis Andrades Velázquez                                         |         | PP            |
| 2015-2019 | José Luis Andrades Velázquez                                         |         | PP            |
| 2019-2023 | José Luis Andrades Velázquez                                         |         | Independiente |
| 2023-act. | José Luis Andrades Velázquez                                         |         | Independiente |

Elecciones a la Diputación Provincial
El municipio pertenece al distrito electoral del partido judicial de Riaza en la Diputación Provincial de Segovia.